# Mouvements unis de la Résistance
Mouvements unis de la Résistance (MUR, dt. Vereinigte Résistance-Bewegungen) war eine Organisation der französischen Résistance, die im Januar 1943 (27. Januar 1943) hervorging aus der Vereinigung dreier großer Widerstandsgruppierungen (Combat, Franc-Tireur und Libération Sud) sowie der Vereinigung der militärischen Organisationen dieser Bewegungen innerhalb der Armée secrète. Das Führungskomitee der MUR leitete  Jean Moulin bis zu seinem Tod im Juli 1943.
Die drei Gruppierungen schlossen sich später mit fünf weiteren Rèsistance-Bewegungen zum Conseil national de la Résistance zusammen.

## Wichtige Personen der MUR
Leitung:
- Jean Moulin

Leiter der Gruppen:
- Henri Frenay (Combat)[1]
- Emmanuel d’Astier de La Vigerie (Libération Sud)[1]
- Jean-Pierre Lévy (Franc-Tireur) [1]

Weitere Personen:
- Jean Bastide
- Jacques Baumel (Combat)[2]
- Georges Bonnac (Region „B“)
- Claude Bourdet (Combat)
- Frédéric Bourguet (Combat) (Mitglied des Vorstands der MUR)
- René Char
- Nicole Clarence
- Pascal Copeau (Libération Sud)
- Irénée Cros (Combat) (MUR-Ariège)
- Vitalis Cros
- Raymond Deleule (Franc-Tireur)
- Paul Guiral (Combat + Franc-Tireur)
- Jacques Jourda
- Robert Noireau (MUR-Lot)
- Jacques Renard[3](Libération Sud) (Provence)
- Francois Verdier (Combat)